# REINA World Tag Team Championship

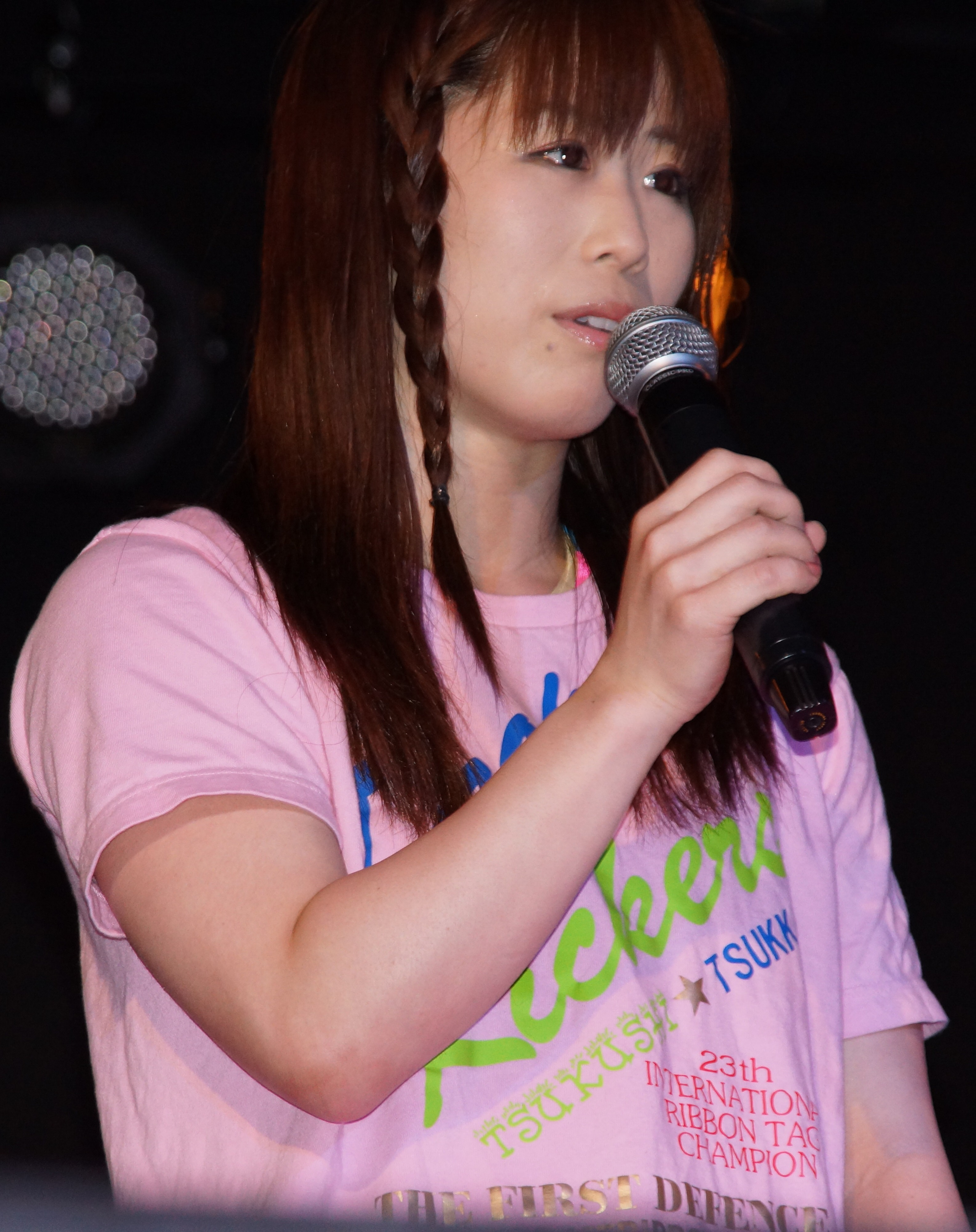
Tsukasa Fujimoto, actual campeona junto a Hikaru Shida.

El Campeonato Mundial en Parejas de REINA (REINA World Tag Team Championship en inglés) es un campeonato femenino por parejas de lucha libre profesional, promovido por REINA X WORLD.

## Torneo por el título
El torneo de inició el 23 de septiembre en Edogawa, Tokio y terminó el 24 de septiembre de 2011 en Yokohama, Kanagawa.

### Semifinales
- Nicole Matthews & Portia Pérez derrotaron a Mia Yim & Sara Del Rey (10:02)[1]
  - Nicole Matthews cubrió a Mia Yim después de un "German Suplex Hold".
- La Comandante & Zeuxis derrotaron a Aki Kanbayashi & Saya (15:40)[1]
  - La Comandante cubrió a Saya después de un "Diving Body Press".

### Final
- La Comandante & Zeuxis derrotaron a Nicole Matthews & Portia Pérez (15:10)[2]
  - Zeuxis cubrió a Nicole Matthews después de un "Sky Twister Press".

## Historia
El 13 de septiembre de 2011 se anunció a través del sitio corporativo de REINA que durante los días 23 y 24 de septiembre se realizará un torneo de cuatro equipos representativos de Canadá, Estados Unidos, Japón y México para buscar las nuevas Campeonas Mundiales en Parejas de REINA. El 24 de septiembre de 2011 La Comandante y Zeuxis, quienes representaron al Consejo Mundial de Lucha Libre de México, se convirtieron en las nuevas campeonas tras derrotar a la pareja de Canadá, Nicole Matthews y Portia Pérez.
El 13 de mayo de 2012 durante el evento denominado REINA 33, las entonces campeonas Mima Shimoda y Zeuxis fueron despojadas del título por órdenes de Yumiko Hotta, presidenta de Universal Woman's Pro Wrestling REINA. Ese mismo día, se anunció que el evento del 27 de mayo de 2012 fue cancelado y el 9 de junio se coronarían a las nuevas campeonas.

## Campeonas actuales
Las actuales campeonas son La Vaquerita y Zeuxis, quienes derrotaron a León y Rydeen Hagane el 8 de septiembre de 2013 en el LAZONA Kawasaki Plaza de Kawasaki, Kanagawa. La Vaquerita y Zeuxis se encuentran en su primer reinado como pareja.

## Lista de campeones
| Luchadoras:                     | Reinados juntos: | Derrotaron a:                            | Fecha:                   | Show o evento:    |       |
| ------------------------------- | ---------------- | ---------------------------------------- | ------------------------ | ----------------- | ----- |
| La Comandante & Zeuxis          | 1                | Nicole Matthews & Portia Pérez           | 24 de septiembre de 2011 | REINA 16          | [ 2 ] |
| Lluvia & Luna Mágica            | 1                | La Comandante & Zeuxis                   | 6 de diciembre de 2011   | Martes de Glamour | [ 5 ] |
| Mima Shimoda & Zeuxis (2)       | 1                | Lluvia & Luna Mágica                     | 24 de marzo de 2012      | REINA 29          | [ 6 ] |
| Vacante                         | N/A              | UWWR despojó a las campeonas del título. | 13 de mayo de 2012       | REINA 33          | [ 4 ] |
| Hikaru Shida & Tsukasa Fujimoto | 1                | Aki Kambayashi & Mia Yim                 | 9 de junio de 2012       | REINA X WORLD 1   | [ 7 ] |
| Hailey Hatred & Hamuko Hoshi    | 1                | Hikaru Shida & Tsukasa Fujimoto          | 28 de noviembre de 2012  | New Aisuhiro 431  |       |
| Kyoko Kimura & Sayaka Obihiro   | 1                | Hailey Hatred & Hamuko Hoshi             | 19 de diciembre de 2012  | New Aisuhiro 434  |       |
| Aoi Kizuki & Tsukushi           | 1                | Kyoko Kimura & Sayaka Obihiro            | 31 de diciembre de 2012  | RibbonMania 2012  |       |
| Hikaru Shida & Tsukasa Fujimoto | 2                | Aoi Kizuki & Tsukushi                    | 25 de mayo de 2013       | New Aisuhiro 470  |       |
| Vacante                         | N/A              | UWWR despojó a las campeonas del título. | 27 de mayo de 2013       | REINA's website   |       |
| La Vaquerita & Zeuxis (3)       | 1                | León & Rydeen Hagane                     | 8 de septiembre de 2013  |                   |       |

## Reinados más largos
| Equipo                          | Días | Fecha en que ganaron     | Fecha en que perdieron  | Notas                             |
| ------------------------------- | ---- | ------------------------ | ----------------------- | --------------------------------- |
| Hikaru Shida & Tsukasa Fujimoto | 172  | 9 de junio de 2012       | 28 de noviembre de 2012 | Su primer reinado                 |
| Aoi Kizuki & Tsukushi           | 145  | 31 de diciembre de 2012  | 25 de mayo de 2013      | Su primer reinado                 |
| Lluvia & Luna Mágica            | 109  | 6 de diciembre de 2011   | 24 de marzo de 2012     | Su primer reinado                 |
| La Comandante & Zeuxis          | 73   | 24 de septiembre de 2011 | 6 de diciembre de 2011  | Primeras campeonas de la historia |
| Mima Shimoda & Zeuxis           | 50   | 24 de marzo de 2012      | 13 de mayo de 2012      | Su primer reinado                 |

## Datos interesantes
- Reinado más largo: Lluvia & Luna Mágica, 109 días.
- Reinado más corto: Mima Shimoda & Zeuxis, 50 días.
- Campeona más vieja: Mima Shimoda, 41 años y 92 días.
- Campeona más joven: Zeuxis, 22 años y 325 días.
- Campeonas más pesadas: La Comandante & Zeuxis, 154 kg (339 lb) combinados.
- Campeonas más livianas: Hikaru Shida & Tsukasa Fujimoto, 105 kg (231 lb) combinados.